# موفق بدر السلطي

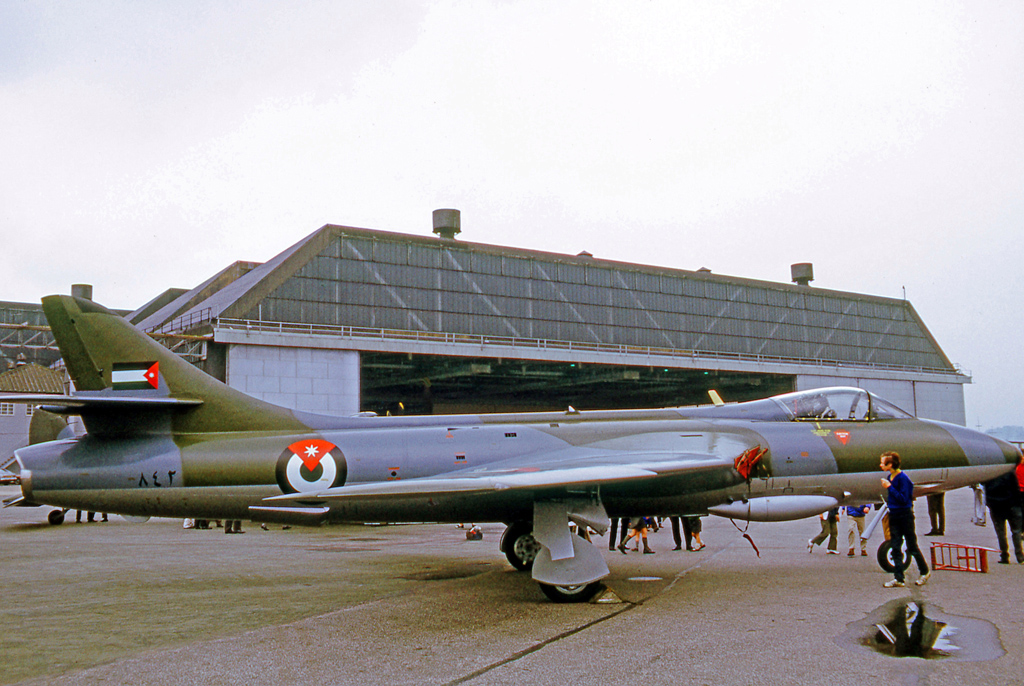
طائرة هوكر هنتر كالتي استشهد فيها موفق بدر السلطي

موفق بدر السلطي  ملازم أول طيار أردني، من مدينة السلط، أستشهد في معركة السموع يوم الأحد 13 نوفمبر عام 1966  حين واجه مع ثلاثة من زملائه بطائراتهم البريطانية الصنع الهوكر هنتر أسراب الطائرات الإسرائيلية الأحدث من طراز ميراج فرنسية الصنع في محاولة مستميتة لحماية تقدم قوات لواء حطين نحو السموع.
ولد موفق في عمان في عام 1939 وتلقى تعليمه في مدرسة كلية الحسين الثانوية وكان ترتيبه الثاني من بين ثمانية إخوان.عمل مدرسا لمدة عام وبعدها انضم إلى سلاح الجو الملكي الأردني كطيار متدرب وبعد ستة أشهر من التدريب في قاعدة المفرق الجوية أرسل في دورة تدريبية إلى بريطانيا لمدة سنتين عاد بعدها إلى الوطن ليتولى تدريب الطيارين الجدد.كان متزوجا وله ولد يحمل نفس اسمه.
في صباح 14/11/1966 دوت صفارات الإنذار في قاعدة الحسين الجوية وكان الشهيد في زيارة للقاعدة وأنطلق مع زملائه الطيارين لصد العدوان الإسرائيلي على قرية السموع في قضاء الخليل ونجحوا في دحر طائرات العدو وكانت طائرة موفق هي الأخيرة التي تغادر سماء المعركة وباغتته عدة طائرات للعدو الإسرائيلي وأصابوا طائرته ونجح بالقفز بالمظلة ولكن طائرات العدو الغادرة وطياريها الجبناء لحقوا به وأطلقوا مدافع طائراتهم الرشاشة على موفق وهو قافز بالمظلة واستشهد وسقط بالقرب من الحدود الأردنية والأراضي المحتلة. أقيمت لموفق جنازة عسكرية مهيبة من بيته في جبل اللويبدة إلى المقابر الملكية حيث دفن فيها وكان ممن شارك في جنازته أعز أصدقائه وقائد سربه الشهيد الطيار البطل فراس العجلوني والذي أقسم على ضريحه أن ينتقم لصديقه موفق، وقال عنه الملك الحسين بن طلال «الله لا يحرمنا الشهادة التي أعطاك إياها» وتكفل بعائلة موفق ودرّس ابنه وإخوانه على حسابه الخاص. أطلق اسم الشهيد على قاعدة من قواعد سلاح الجو الملكي الأردني في الأزرق.